# Amazon CloudFront
Amazon CloudFront — веб-сервис для доставки контента (содержимого). CloudFront интегрируется с другими Amazon Web Services. Цель сервиса — дать разработчикам и предприятиям простой способ распространять контент для конечных пользователей с минимальными задержками и высокой скоростью передачи данных. Сервис начал работу 18 ноября 2008 г.
Стоимость услуг зависит от объема переданных данных. Этот объем подсчитывается отдельно для каждого региона.
Входит в инфраструктуру сервисов Amazon Web Services.